# Rząd Algirdasa Butkevičiusa
Rząd Algirdasa Butkevičiusa – szesnasty rząd Republiki Litewskiej od ogłoszenia niepodległości w 1990.
Algirdas Butkevičius został mianowany premierem 22 listopada 2012, a jego rząd rozpoczął funkcjonowanie po zaakceptowaniu programu przez Sejm, co nastąpiło 13 grudnia 2012. Rząd powstał po dymisji poprzedniego gabinetu w związku z wyborami do parlamentu kolejnej kadencji. Został utworzony przez koalicję czterech ugrupowań: Litewska Partia Socjaldemokratyczna (LSDP), Partia Pracy (DP), Porządek i Sprawiedliwość (TT) oraz Akcja Wyborcza Polaków na Litwie (AWPL). Zakończył urzędowanie 13 grudnia 2016.

## Skład rządu
| Funkcja                           | Minister                    | Partia | Okres urzędowania | Okres urzędowania    |
| Funkcja                           | Minister                    | Partia | od                | do                   |
| --------------------------------- | --------------------------- | ------ | ----------------- | -------------------- |
| premier                           | Algirdas Butkevičius        | LSDP   | 13 grudnia 2012   | 13 grudnia 2016      |
| minister edukacji i nauki         | Dainius Pavalkis            | DP     | 13 grudnia 2012   | 11 maja 2015         |
| minister edukacji i nauki         | Audronė Pitrėnienė          | DP     | 27 maja 2015      | 13 grudnia 2016      |
| minister energetyki               | Jarosław Niewierowicz       | AWPL   | 13 grudnia 2012   | 25 sierpnia 2014     |
| minister energetyki               | Rokas Masiulis              | bezp.  | 25 września 2014  | 13 grudnia 2016      |
| minister finansów                 | Rimantas Šadžius            | LSDP   | 13 grudnia 2012   | 15 czerwca 2016      |
| minister finansów                 | Rasa Budbergytė             | LSDP   | 21 czerwca 2016   | 13 grudnia 2016      |
| minister gospodarki               | Birutė Vėsaitė              | LSDP   | 13 grudnia 2012   | 3 czerwca 2013       |
| minister gospodarki               | Evaldas Gustas              | LSDP   | 11 czerwca 2013   | 13 grudnia 2016      |
| minister komunikacji              | Rimantas Sinkevičius        | LSDP   | 13 grudnia 2012   | 13 grudnia 2016      |
| minister kultury                  | Šarūnas Birutis             | DP     | 13 grudnia 2012   | 13 grudnia 2016      |
| minister obrony narodowej         | Juozas Olekas               | LSDP   | 13 grudnia 2012   | 13 grudnia 2016      |
| minister pracy i opieki socjalnej | Algimanta Pabedinskienė     | DP     | 13 grudnia 2012   | 13 grudnia 2016      |
| minister rolnictwa                | Vigilijus Jukna             | DP     | 13 grudnia 2012   | 16 lipca 2014        |
| minister rolnictwa                | Virginija Baltraitienė      | DP     | 17 lipca 2014     | 13 grudnia 2016      |
| minister spraw wewnętrznych       | Dailis Alfonsas Barakauskas | TT     | 13 grudnia 2012   | 30 października 2014 |
| minister spraw wewnętrznych       | Saulius Skvernelis          | TT     | 11 listopada 2014 | 14 kwietnia 2016     |
| minister spraw wewnętrznych       | Tomas Žilinskas             | TT     | 14 kwietnia 2016  | 13 grudnia 2016      |
| minister spraw zagranicznych      | Linas Linkevičius           | LSDP   | 13 grudnia 2012   | 13 grudnia 2016      |
| minister sprawiedliwości          | Juozas Bernatonis           | LSDP   | 13 grudnia 2012   | 13 grudnia 2016      |
| minister środowiska               | Valentinas Mazuronis        | TT     | 13 grudnia 2012   | 26 czerwca 2014      |
| minister środowiska               | Kęstutis Trečiokas          | TT     | 17 lipca 2014     | 13 grudnia 2016      |
| minister zdrowia                  | Vytenis Andriukaitis        | LSDP   | 13 grudnia 2012   | 17 lipca 2014        |
| minister zdrowia                  | Rimantė Šalaševičiūtė       | LSDP   | 17 lipca 2014     | 17 lutego 2016       |
| minister zdrowia                  | Juras Požela                | LSDP   | 15 marca 2016     | 16 października 2016 |